# Leptochilus
Leptochilus is een geslacht van vliesvleugelige insecten van de familie plooivleugelwespen (Vespidae).

## Soorten
- L. aegineticus Gusenleitner, 1970
- L. alpestris (Saussure, 1855)
- L. andalusicus Bluethgen, 1953
- L. brussiloffi (Dusmet, 1917)
- L. castilianus Bluethgen, 1951
- L. crassipunctatus (Maidl, 1922)
- L. cruentatus (Brullé, 1839)
- L. discedens Gusenleitner, 1983
- L. duplicatus (Klug, 1835)
- L. eatoni (Saunders, 1904)
- L. ebmeri Gusenleitner, 1985
- L. fortunatus Bluethgen, 1958
- L. hermon Gusenleitner, 1971
- L. hesperius Gusenleitner, 1979
- L. ibizanus (von Schulthess, 1934)
- L. insolitus Gusenleitner, 2003

- L. josephi Giordani Soika, 1947
- L. limbiferus (Morawitz, 1867)
- L. lusitanicus Bluethgen, 1953
- L. mauritanicus (Lepeletier, 1841)
- L. medanae (Gribodo, 1886)
- L. membranaceus (Morawitz, 1867)
- L. mimulus Gusenleitner, 1970
- L. moustirsensis Giordani Soika, 1973
- L. occultus Gusenleitner, 2003
- L. pseudojosephi Giordani Soika, 1952
- L. quintus Gusenleitner, 1991
- L. regulus (Saussure, 1855)
- L. replenus Giordani Soika, 1974
- L. tarsatus (Saussure, 1855)
- L. torretassoi (Giordani Soika, 1938)